# Shut Up… I’m Crying
Shut Up... I'm Crying (frei übersetzt Halt die Klappe… ich weine) ist ein US-amerikanischer Kurzfilm von 1970  von Robert Siegler, dessen Hauptrollen besetzt sind mit Jack Somack, Ann Thomas und Michael Vale.

## Inhalt
Murray und Tilda Weinman betreiben ein Sanitärgeschäft. Das jüdische Paar ist meist mürrisch und streitet fast ununterbrochen, was die Lebensqualität beider nach unten zieht. Eines Tages taucht im Sanitärgeschäft der Weinmans ein Fremder auf und verkündet dem verdutzten Paar, dass er ein Flaschengeist sei und sie drei Wünsche äußern könnten, die ihnen erfüllt werden würden. Sie müssten sich aber schnell entscheiden. Murray wünscht sich einen Sohn, den er nie hatte und eine Schwiegertochter, die dann gemeinsam das Sanitärgeschäft übernehmen sollen. Der zweite Wunsch des Paares ist es, einen Urlaub auf den Bermudas verbringen zu können. Der letzte Wunsch, den Murray äußert, besteht darin, dass er will, dass der Flaschengeist umgehend verschwindet. Murray ist nämlich felsenfest davon überzeugt ist, dass ein Verrückter ihn an der Nase herumführen will. Dass er seinen dritten Wunsch damit verschwendet hat, wird ihm erst bewusst, als der Flaschengeist tatsächlich auch prompt verschwindet und kurz darauf zum maßlosen Erstaunen des Paares der gewünschte Sohn, den die Weinmans nie hatten, mit seiner Frau Mary Elizabeth erscheint und meint, „hallo Mom, hallo Dad, ich bin Chris“ und Murray und Tilda einen schönen Urlaub auf den Bermudas wünscht. Den Weinmans bleibt vor Erstaunen der Mund offen stehen.
Obwohl der Geist ziemlich genervt von den Weinmans war, hat er ihnen die geäußerten Wünsche erfüllt und ihnen einen Sohn und eine Schwiegertochter geschenkt und nicht nur das, die beiden führen das Geschäft von Murray und Tilda Weinman auch sehr viel erfolgreicher als diese. Während die Weinmans Urlaub machen, verwandelt der von dem magischen Geist geschenkte Sohn das Geschäft der Weinmans in ein angesagtes modernes Kaufhaus. Bei ihrer Rückkehr lernen die Weinmans ein völlig neues Leben kennen und sind ausgesprochen stolz auf Sohn und Schwiegertochter. Als Chris ihnen dann nach einiger Zeit erklärt, dass er nun gehen müsse und gemeinsam mit seiner magischen Frau verschwindet, ist das für Murray und Tilda Weinman eine Tragödie. Sie sind tief betroffen, ihren magischen Sohn wieder verloren zu haben. Als Tilda versucht, ihren Mann zu trösten, meint er nur:  „Halt die Klappe… ich weine.“

## Produktionsnotizen, Veröffentlichung
Produziert wurde der Film von Robert Siegler Productions und Schoenfeld Films. Erstmals veröffentlicht wurde er im November 1970 in den Vereinigten Staaten beim Chicago International Film Festival.

## Rezeption

### Kritik
Rarefilmm stellte fest, dass der oscarnominierte Kurzfilm im Grunde eine tragikomische Geschichte über den Konflikt zwischen den Generationen sei.

### Auszeichnung
Robert Siegler erhielt für und mit seinem Film 1971 eine Nominierung für den Oscar in der Kategorie „Bester Kurzfilm“, konnte sich jedoch nicht gegenüber John Longenecker und dessen Film The Resurrection of Broncho Billy behaupten.